# Braunschweiger Akkordeon-Orchester

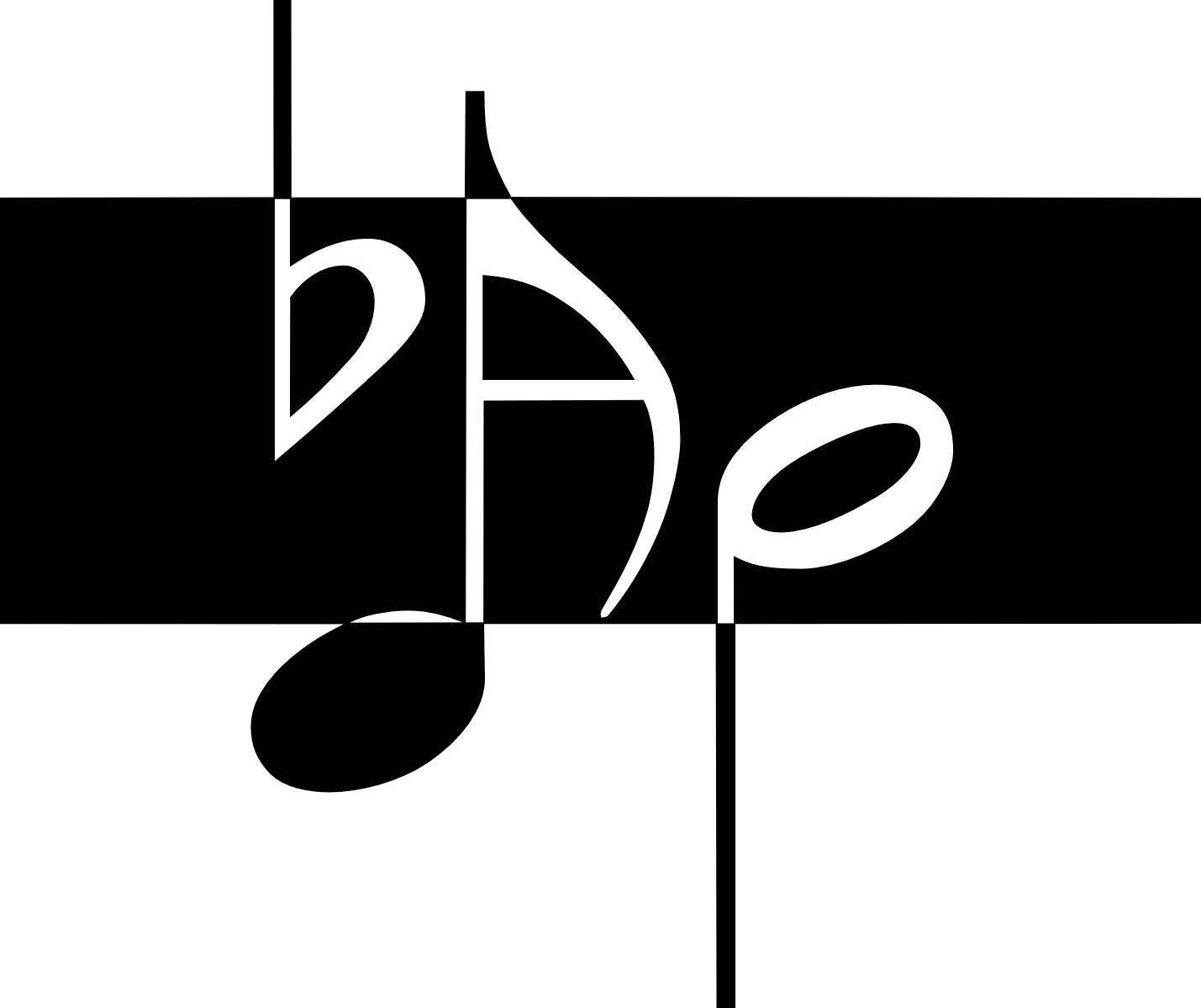
Logo des Braunschweiger Akkordeon-Orchesters

Das Braunschweiger Akkordeon-Orchester e.V. (BAO) ist ein symphonischer Klangkörper, der sich aus circa 25 Musikern zusammensetzt. Das Orchester ist in 7 Stimmen aufgeteilt.

## Tätigkeit
Die Musiker wirken mit ihrer Arbeit der landläufigen Vorstellung vom Instrument Akkordeon („Schifferklavier“, „Quetschkommode“) entgegen, indem sie Literatur außerhalb der Volksmusik bevorzugen. Das Repertoire umfasst vor allem Werke von Komponisten wie Bach, Mozart, Rossini, Strauß, Lloyd Webber, Bernstein oder Piazzolla sowie zeitgenössische Originalmusik für Akkordeon.
Das BAO ist Mitglied im Deutschen Harmonika-Verband e.V. und wird als gemeinnütziger Verein geführt. Das Orchester pflegt den Kontakt zu anderen Orchestern und betrachtet sich als Aushängeschild in der norddeutschen Akkordeonszene.
Höhepunkt der Konzertsaison ist der jährliche Auftritt in der Stadthalle Braunschweig. Das musikalische Engagement des BAO umfasst Weihnachtskonzerte in der St. Andreaskirche, die Teilnahme am "AkkorDayOn" in Papenburg (2012 und 2014) sowie dem "Tag der Niedersachsen" in Goslar (2013). 2012 veranstaltete das Orchester jeweils ein Tango-Konzert in Peine, Braunschweig und Wolfenbüttel.
Das BAO arbeitet auch mit Solisten zusammen. Im März 2012 gab das Orchester zusammen mit den Pianisten Wolfgang Zill und Hans-Jürgen Niemann das Abschlusskonzert beim Braunschweiger Klavier-Festival "Tastentaumel". Auch Katharina Meier (Klarinette), Hans-Martin Zill (Querflöte), und die Sängerinnen Birgit Disenko und Martina Geisler wirkten in Konzerten des BAO mit.
Im Mai 2015 gaben die Spieler zusammen mit Sängern der OnStage-Musicalschule Braunschweig (Gesang: Nadine Jahn, Katarina Krüper, Martina Geisler und Clemens Bahn) zwei Konzerte mit Musicalhighlights in der Braunschweiger Stadthalle und im Lessingtheater Wolfenbüttel. Der Live-Mitschnitt dieses Konzerts wurde 2016 als Doppel-CD veröffentlicht.
Das gemeinnützige Orchester engagiert sich auch in Form von Benefizkonzerten für bedürftige Menschen. Im Herbst 2017 gab es ein Benefizkonzert zugunsten Braunschweiger Obdachloser über den Träger der Diakonie Braunschweig „IGLU – Tagestreff für Wohnungslose“. Mehrfach wurden Benefizkonzerte für das „MS-Aktivhaus Braunschweig“ und für die hinterbliebenen Kinder einer verstorbenen Mitspielerin gegeben.

## Geschichte
Die Anfänge des BAO gehen in das Jahr 1947 zurück, in dem der Verein „Musikfreunde Braunschweig“ gegründet wurde. Damals musizierten sie auf Gitarren, Mandolinen und Akkordeons. Zwanzig Jahre später wurde der Verein in ein Akkordeon-Orchester unter dem heute noch gültigen Namen "Braunschweiger Akkordeon-Orchester" umgewandelt. Innerhalb kurzer Zeit vergrößerte sich das Orchester, und nach intensiven Bemühungen wurde Wilhelm Tschersig als Dirigent für das Orchester gewonnen. Als aktiver Kammermusiker und erster Oboist des Staatsorchesters Braunschweig hatte er zunächst Bedenken, Laienmusiker zu führen. Außerdem kannte er das Akkordeon nur als „Schifferklavier“. Doch die Klangfülle und unterschiedlichen Klangfarben des gesamten Orchesters überzeugten ihn. Durch seine intensive Arbeit mit den Musikern erreichte das Orchester ein beachtliches Niveau. Als Wilhelm Tschersig 1987 aus Altersgründen die Leitung des Orchesters abgab, übernahm der am Hohner-Konservatorium in Trossingen ausgebildete Musiklehrer Udo Menkenhagen das Orchester. Unter seiner musikalischen Leitung entwickelte sich das BAO zu einem  Akkordeon-Orchester, das sich auch auf internationalen Wettbewerben in der Höchststufe mehrfach behauptete.
Nach Udo Menkenhagen übernahm Miroslav Grahovac Anfang 2013 die musikalische Leitung. Er studierte Akkordeon an der Musikhochschule Hannover, ist mehrfacher 1. Preisträger bei internationalen Wettbewerben und war aktives Mitglied des „Norddeutschen Philharmonischen Akkordeonorchesters“. Er gab dem Orchester mit seiner musikalischen Arbeit neue Ausdrucksmöglichkeiten und führte es zu mehreren Erfolgen, zuletzt mit dem Prädikat "Hervorragend" beim World Music Festival Innsbruck im Mai 2016.
Während des Jahreskonzertes 2017 übernahm Igor Krizman, ein Freund von Grahovac, die Orchesterleitung. Krizman studiert ebenfalls Akkordeon an der Musikhochschule Hannover und ist aktives Planungsmitglied der international ausgeschriebenen Akkordeon-Wettbewerbe in Pula (Kroatien).
Zum Jahresende 2024 haben das Braunschweiger Akkordeon-Orchester und Igor Krizman ihre Zusammenarbeit beendet.

## Erfolge beim World Music Festival in Innsbruck
- 1998: Kategorie „Oberstufe“ Prädikat „hervorragend“ (50 Punkte) 1. Platz, „Reisebilder aus dem Balkan“ von Hans Boll
- 2001: Kategorie „Höchststufe“ Prädikat „hervorragend“ (42,4 Punkte) 5. Platz, „Sinfonische Suite“ von Wolfgang Jacobi
- 2004: Kategorie „Höchststufe“ Prädikat „ausgezeichnet“ (38,5 Punkte) 12. Platz, „Krakatao“ von Stefan Hippe +  „Variationen für Akkordeon-Orchester“ von Rudolf Würthner
- 2007: Kategorie „Höchststufe“ Prädikat „hervorragend“ (42,8 Punkte) 5. Platz, „Suite für Akkordeon-Orchester“ von Rudolf Bruci
- 2010: Kategorie „Höchststufe“ Prädikat „hervorragend“ (41 Punkte) 15. Platz, „Spanische Impressionen“ von W. Jacobi
- 2016: Kategorie „Höchststufe“ Prädikat „hervorragend“ (42 Punkte) 9. Platz, „Enigma-Variationen“ von Edward Elgar (arr. Stefan Hippe) + „Scherzino“ von Damir Buzleta

## Erfolge bei anderen Wettbewerben
- 2022: International Orchestra Festival Online der Confédération Mondiale de l'Accordéon (CMA) Kategorie: Orchestra Show Band, "excellent artistic and technical level" (23,89 Punkte) 1. Platz, "Herr der Ringe" von Howard Shore (Arr. Wolfgang Pfeffer) + Morricone Special von Ennio Morricone (Bearb. Matthias Hennecke), Video-Aufnahme des Jahreskonzert 2022 "Filmmusik"

## Veröffentlichungen (CD)
- Da Capo (1997)
- Reisebilder (1999)
- <www.bao-ev.de> live (2001)
- Jahreskonzert 2001 (2004)
- Jahreskonzert 2002 (2004)
- Jahreskonzert 2003 (2004)
- Jahreskonzert 2004/2005 (2007)
- Jahreskonzert 2006/2007 (2007)
- Jahreskonzert 2008 (2009)
- Jahreskonzert 2009/2010 (2011)
- DAS Musical-Konzert (2016)
- Filmmusik (2022)